# Сенная (река, впадает в Нюкки)
Сенная — река в России, протекает по территории Кестеньгского и Амбарнского сельских поселений Лоухского района Республики Карелии. Длина реки — 10 км.
Река берёт начало из болота без названия на высоте выше 96,7 м над уровнем моря и далее течёт преимущественно в восточном направлении по заболоченной местности.
Впадает на высоте 88,6 м над уровнем моря в озеро Нюкки, через которое течёт река Кереть, впадающая в Белое море.
Населённые пункты на реке отсутствуют.
Код объекта в государственном водном реестре — 02020000712102000001738.